# George Eliot
George Eliot var et pseudonym for Mary Ann Evans (født 22. november 1819, død 22. december 1880) var en af de betydeligste engelske romanforfattere fra den victorianske periode. Hun udmærker sig ved sine troværdige beskrivelser af mennesker og sin evne til at udtrykke en tankegang klart og præcist.